# Glaphyra schmidti
Glaphyra schmidti är en skalbaggsart som först beskrevs av Ludwig Ganglbauer 1883.  Glaphyra schmidti ingår i släktet Glaphyra och familjen långhorningar.
Artens utbredningsområde är:
- Kazakstan.
- Ukraina.

Inga underarter finns listade i Catalogue of Life.